# Scott Dixon

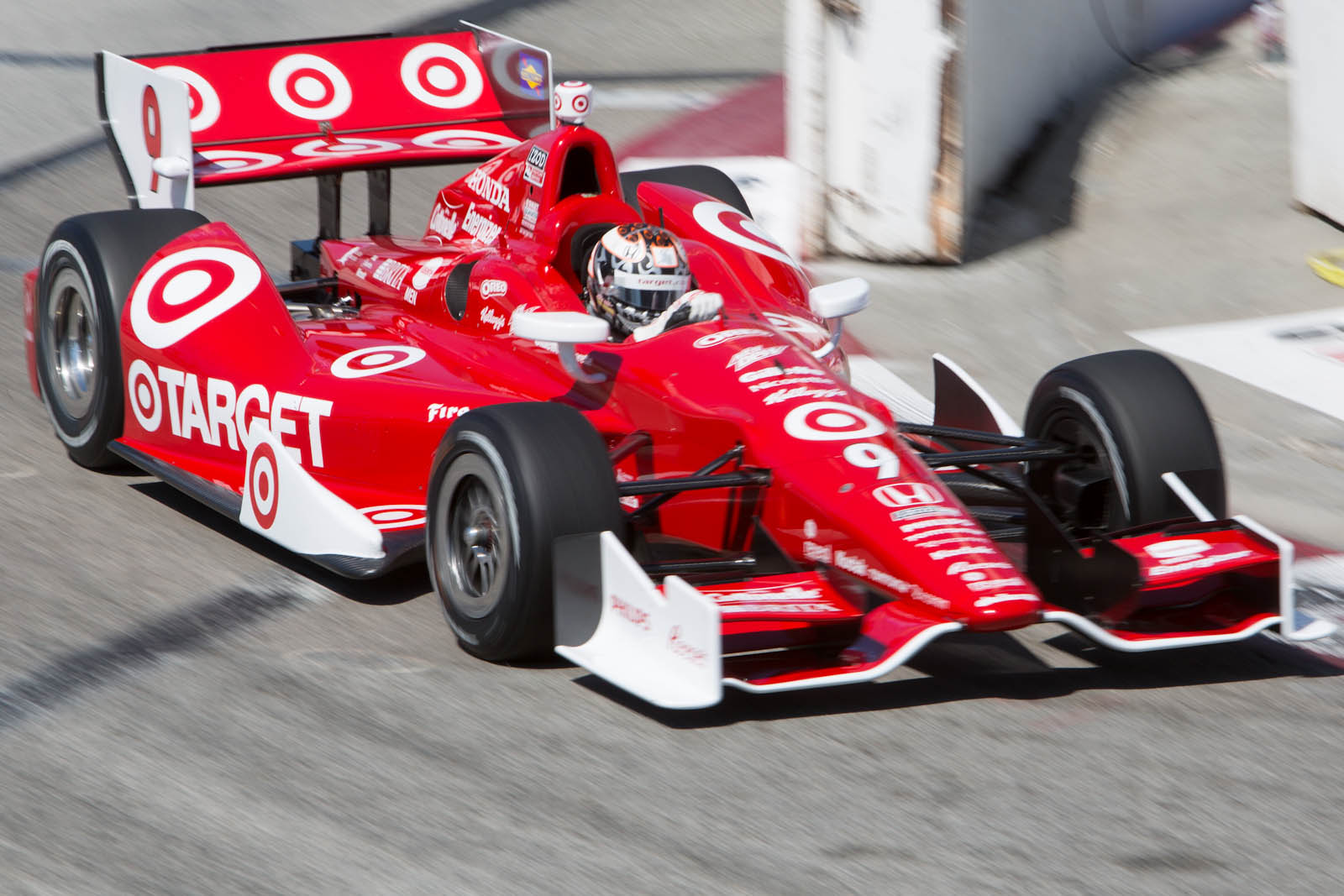
Op Long Beach in 2012

Scott Ronald Glendoa Dixon (Brisbane (Australië), 22 juli 1980) is een Nieuw-Zeelands autocoureur. Hij won de Indianapolis 500 in 2008 en de IndyCar Series in 2003, 2008, 2013, 2015, 2018 en 2020.

## Biografie
Dixon werd geboren in Brisbane, Australië. Zijn beide Nieuw-Zeelandse ouders waren autocoureur en het gezin verhuisde naar Auckland, Nieuw-Zeeland toen Dixon nog erg jong was.

## Carrière
Dixon begon met kartracen op 7-jarige leeftijd. Hij boekte successen in diverse raceklassen en in 1995 won hij in een Formule Ford klasse 13 van de 14 races. Vanaf 1997 ging hij racen in Australië en in 1999 verhuisde hij naar de Verenigde Staten waar hij dat jaar aan de slag ging in de Indy Light series. In 2000 won hij dat kampioenschap.

### Champ Car
In 2001 maakte hij de overstap naar de Champ Car, waar hij meteen succes had met het winnen van de race op de Nazareth Speedway. Hij eindigde achtste in het kampioenschap. In 2002 werd hij dertiende in het kampioenschap met een tweede plaats op het stratencircuit van Denver als beste resultaat in een race.

### IndyCar Series
In 2003 maakte hij de overstap naar Chip Ganassi Racing dat deelnam aan het IndyCar Series, het concurrerende kampioenschap van de Champ Car en de successen kwamen meteen. Hij won de eerste race van het seizoen op de Homestead-Miami Speedway en later in het seizoen won hij op de Pikes Peak International Raceway en de Richmond International Raceway. Hij werd tevens vijf keer tweede en een race en won uiteindelijk het kampioenschap.
In de twee jaren die erop volgde bleven de goede resultaten enigszins uit, hij werd tiende in het kampioenschap van 2004 en won geen races en werd dertiende in het kampioenschap van 2005, maar kon de voorlaatste race op het circuit Watkins Glen International winnen.
Vanaf 2006 kwamen er weer betere resultaten met twee overwinningen en een vierde plaats in het kampioenschap. In 2007 won hij vier races en werd tweede in het kampioenschap na winnaar Dario Franchitti.
In 2008 won hij voor de tweede keer de IndyCar series. Hij won zes races dat seizoen waaronder de Indianapolis 500, die hij voor de eerste keer in zijn carrière won. In 2009 eindigde hij op de tweede plaats in het kampioenschap na zijn teamgenoot Dario Franchitti.
Dixon blijft in de jaren daarna overwinningen en kampioenschappen aan elkaar rijgen. Ook in 2013, 2015 en 2018 mag hij zich uitroepen tot IndyCar kampioen. In 2020 blijft hij rijden voor het team van Chip Ganassi Racing. Hij wint de eerste drie wedstrijden van het seizoen in Texas, Indianapolis en Road America. Een spannend seizoen volgt met een nauwe strijd met concurrent Josef Newgarden. Tijdens de Indy 500 van dat jaar behaalt hij zijn derde 2e plaats uit zijn carrière achter winnaar Takuma Sato. Tijdens de laatste race in St. Petersburg weet hij zijn zesde titel veilig te stellen.
In 2022 wint Dixon op het stratencircuit van Toronto en behaalt hiermee zijn 52e overwinning. Hiermee staat hij op gelijke hoogte met Mario Andretti in de lijst van meeste overwinningen, achter A.J. Foyt (67). Het is tevens zijn 18e seizoen op rij met een overwinning in de IndyCar.

### Andere races
Hij reed de 24 uur van Daytona races van 2004 tot en met 2022. Deze race weet hij vier keer op zijn naam te zetten. Samen met Dan Wheldon en Casey Mears won hij de race van 2006. Ook in 2015 wint hij de race en in 2018 is hij winnaar in zijn klasse. In 2020 wint hij de race samen met o.a. de Nederlander Renger van der Zande.
Dixon heeft vijfkeer deelgenomen aan de 24 uur van Le Mans, van 2016 tot en met 2019 en in 2023. Beste resultaat was een 3e plaats in de GT Pro klasse in 2016.

## Resultaten
Champcar resultaten (aantal gereden races, aantal maal in de top 5 van een race, eindpositie kampioenschap en punten)
| Jaar | Races | 1ste | 2de | 3de | 4de | 5de | Rang | Ptn |
| ---- | ----- | ---- | --- | --- | --- | --- | ---- | --- |
| 2001 | 20    | 1    | -   | 1   | 3   | 1   | 8    | 98  |
| 2002 | 19    | -    | 1   | -   | -   | 2   | 13   | 97  |

IndyCar Series resultaten (aantal gereden races, aantal maal in de top 5 van een race, eindpositie kampioenschap en punten)
| Jaar | Races | 1ste | 2de | 3de | 4de | 5de | Rang | Ptn |
| ---- | ----- | ---- | --- | --- | --- | --- | ---- | --- |
| 2003 | 16    | 3    | 5   | -   | -   | 1   | 1    | 507 |
| 2004 | 16    | -    | 1   | -   | -   | 1   | 10   | 355 |
| 2005 | 17    | 1    | -   | -   | -   | -   | 13   | 321 |
| 2006 | 14    | 2    | 4   | -   | 2   | 1   | 4    | 460 |
| 2007 | 17    | 4    | 6   | -   | 3   | -   | 2    | 624 |
| 2008 | 18    | 6    | 3*  | 4   | 1   | 1   | 1    | 646 |
| 2009 | 17    | 5    | 1   | 4   | 1   | 1   | 2    | 605 |
| 2010 | 17    | 3    | 2   | -   | 2   | 2   | 3    | 547 |
| 2011 | 17    | 2    | 4   | 3   | -   | 3   | 3    | 518 |
| 2012 | 15    | 2    | 3   | 1   | 2   | -   | 3    | 435 |
| 2013 | 19    | 4    | 2   | -   | 2   | 2   | 1    | 577 |
| 2014 | 18    | 2    | 1   | 1   | 4   | 3   | 3    | 604 |
| 2015 | 16    | 3    | -   | 1   | 2   | 1   | 1    | 556 |
| 2016 | 16    | 1    | 1   | 1   | 0   | 1   | 6    | 477 |
| 2017 | 17    | 1    | 5   | 1   | 2   | 1   | 3    | 621 |
| 2018 | 17    | 3    | 1   | 4   | 2   | 2   | 1    | 678 |
| 2019 | 17    | 2    | 6   | 2   | 0   | 1   | 4    | 578 |
| 2020 | 14    | 4    | 2   | 1   | 0   | 2   | 1    | 537 |
| 2021 | 16    | 2    | 1   | 3   | 3   | 1   | 4    | 481 |
| 2022 | 17    | 2    | 0   | 2   | 1   | 4   | 3    | 521 |
| 2023 | 17    | 3    | 1   | 2   | 3   | 2   | 2    | 578 |
| 2024 | 18    | 2    | 1   | 2   | 3   | 0   | 6    | 456 |

* Dixon werd tweede in de race te Surfers Paradise, die niet meetelde voor het kampioenschap.

### Resultaten Indianapolis 500
| Jaar | Chassis | Motor     | Start | Finish | Team    |
| ---- | ------- | --------- | ----- | ------ | ------- |
| 2003 | Panoz   | Toyota    | 4     | 17     | Ganassi |
| 2004 | Panoz   | Toyota    | 13    | 8      | Ganassi |
| 2005 | Panoz   | Toyota    | 13    | 24     | Ganassi |
| 2006 | Dallara | Honda     | 4     | 6      | Ganassi |
| 2007 | Dallara | Honda     | 4     | 2      | Ganassi |
| 2008 | Dallara | Honda     | 1     | 1      | Ganassi |
| 2009 | Dallara | Honda     | 5     | 6      | Ganassi |
| 2010 | Dallara | Honda     | 6     | 5      | Ganassi |
| 2011 | Dallara | Honda     | 2     | 6      | Ganassi |
| 2012 | Dallara | Honda     | 15    | 2      | Ganassi |
| 2013 | Dallara | Honda     | 16    | 14     | Ganassi |
| 2014 | Dallara | Chevrolet | 11    | 18     | Ganassi |
| 2015 | Dallara | Chevrolet | 1     | 4      | Ganassi |
| 2016 | Dallara | Chevrolet | 13    | 8      | Ganassi |
| 2017 | Dallara | Honda     | 1     | 32     | Ganassi |
| 2018 | Dallara | Honda     | 9     | 3      | Ganassi |
| 2019 | Dallara | Honda     | 18    | 17     | Ganassi |
| 2020 | Dallara | Honda     | 2     | 2      | Ganassi |
| 2021 | Dallara | Honda     | 1     | 17     | Ganassi |
| 2022 | Dallara | Honda     | 1     | 21     | Ganassi |
| 2023 | Dallara | Honda     | 6     | 6      | Ganassi |
| 2024 | Dallara | Honda     | 21    | 3      | Ganassi |